# Сантино Суд (Потенца)
Сантино Суд (итал. Santino Sud) је насеље у Италији у округу Потенца, региону Базиликата.
Према процени из 2011. у насељу је живело 15 становника. Насеље се налази на надморској висини од 649 м.